# Berkeley Square (Londres)
Pour les articles homonymes, voir Berkeley Square.
Berkeley Square est une place de la ville de Londres.

## Situation et accès
Berkeley Square se trouve dans le quartier de Mayfair. Plusieurs rues y conduisent : Berkeley Street, Curzon Street, Hill Street, Bruton Street...
Au centre de la place se trouve un jardin ouvert au public, dont les platanes sont parmi les plus vieux du centre de Londres.
La station de métro la plus proche est Green Park, où circulent les trains des lignes Jubilee, Piccadilly et Victoria du métro de Londres.

## Origine du nom

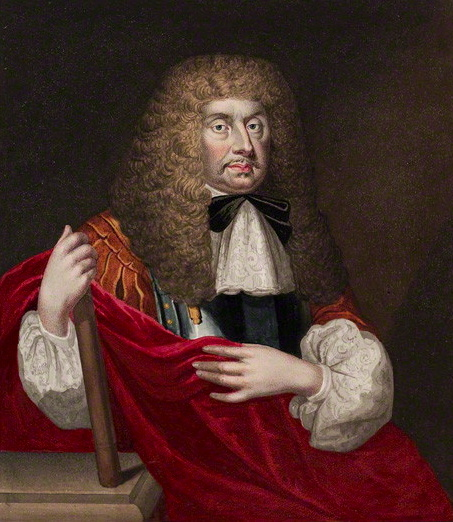
Lord Berkeley de Stratton.

La place doit son nom à Lord Berkeley de Stratton (1602-1678), propriétaire terrien.

## Historique
La place est aménagée au milieu du XVIIIe siècle par l’architecte William Kent.

## Bâtiments remarquables et lieux de mémoire

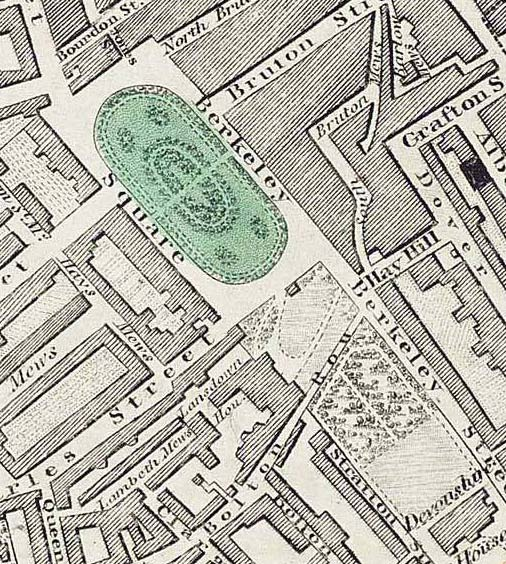
Berkeley Square en 1830.

- No 11 : l’écrivain Horace Walpole habite à cette adresse de 1779 à sa mort en 1797. Un de ses descendants perd la résidence de Berkeley Square au cours d'une partie de cartes[2].